# Phoenix Mercury 2001
La stagione 2001 delle Phoenix Mercury fu la 5ª nella WNBA per la franchigia.
Le Phoenix Mercury arrivarono quinte nella Western Conference con un record di 13-19, non qualificandosi per i play-off.

## Roster
| N° | Naz.                   | Ruolo | Sportivo          | Anno | Alt. | Peso |
| -- | ---------------------- | ----- | ----------------- | ---- | ---- | ---- |
| 3  | Stati Uniti (bandiera) | A     | Lisa Harrison     | 1971 | 183  | 74   |
| 4  | Australia (bandiera)   | G     | Michelle Chandler | 1974 | 168  | 57   |
| 4  | Stati Uniti (bandiera) | G     | E.C. Hill         | 1971 | 170  | 78   |
| 4  | Brasile (bandiera)     | G     | Adrianinha        | 1978 | 168  | 64   |
| 5  | Australia (bandiera)   | G     | Kristen Veal      | 1981 | 180  | 68   |
| 7  | Australia (bandiera)   | G     | Michele Timms     | 1965 | 170  | 60   |
| 8  | Russia (bandiera)      | C     | Marija Stepanova  | 1979 | 203  | 85   |
| 9  | Stati Uniti (bandiera) | C     | Trisha Fallon     | 1976 | 196  | 84   |
| 10 | Russia (bandiera)      | A     | Ilona Korstin     | 1980 | 183  | 73   |
| 10 | Stati Uniti (bandiera) | G     | Nicole Kubik      | 1978 | 175  | 66   |
| 13 | Stati Uniti (bandiera) | G     | Tonya Edwards     | 1968 | 178  | 73   |
| 14 | Jugoslavia (bandiera)  | C     | Slobodanka Tuvić  | 1977 | 193  | 88   |
| 21 | Stati Uniti (bandiera) | G     | Jaynetta Saunders | 1979 | 180  | 66   |
| 22 | Stati Uniti (bandiera) | A     | Jennifer Gillom   | 1964 | 191  | 79   |
| 23 | Stati Uniti (bandiera) | A     | Brandy Reed       | 1977 | 185  | 73   |
| 28 | Stati Uniti (bandiera) | A     | Pat Luckey        | 1975 | 185  | 78   |
| 32 | Stati Uniti (bandiera) | G     | Bridget Pettis    | 1971 | 175  | 68   |
| 33 | Stati Uniti (bandiera) | C     | Adrian Williams   | 1977 | 193  | 83   |

## Staff tecnico
- Allenatore: Cynthia Cooper
- Vice-allenatori: Carrie Graf, Linda Sharp, Eric Cooper
- Preparatore atletico: Carolyn Griffiths